# Lignairolles
Lignairolles ist  eine französische Gemeinde mit 34 Einwohnern (Stand: 1. Januar 2022) im Département Aude in der Region Okzitanien. Sie gehört zum Kanton La Piège au Razès und zum Arrondissement Limoux. Die Bewohner nennen sich Lignairollois. 

## Lage
Lignairolles liegt in den Pyrenäen. Die Nachbargemeinden sind Escueillens-et-Saint-Just-de-Bélengard im Nordosten, Val de Lambronne im Süden und Seignalens im Westen. 

## Bevölkerungsentwicklung
| Jahr      | 1962 | 1968 | 1975 | 1982 | 1990 | 1999 | 2006 | 2015 |
| --------- | ---- | ---- | ---- | ---- | ---- | ---- | ---- | ---- |
| Einwohner | 57   | 59   | 64   | 51   | 35   | 30   | 36   | 40   |